# Albsfelde
Albsfelde ist eine Gemeinde im Kreis Herzogtum Lauenburg in Schleswig-Holstein.

## Geographie

### Geographische Lage
Das Gemeindegebiet von Albsfelde erstreckt sich im westlichen Teil der naturräumlichen Haupteinheit Westmecklenburgisches Seenhügelland (Nr. 750) als Teilraum der Mecklenburgischen Seenplatte (Nr. 75) drei Kilometer westlich von Ratzeburg am östlichen Hang des nach der Gemeinde benannten und bis auf eine Höhenlage von 79,5 m ü. NHN sich erstreckenden Albsfelder Berges. Der Forst Albsfelder Tannen erstreckt sich südlich und westlich der Dorflage.

### Gemeindegliederung
Neben Albsfelde hat die Gemeinde keine weiteren Ortsteile.

### Nachbargemeinden
Direkt angrenzende Gemeindegebiete von Albsfelde sind:
| Behlendorf | Kulpin                                      | Giesensdorf |
|            | Kompassrose, die auf Nachbargemeinden zeigt |             |
| Lankau     | Fredeburg                                   |             |

## Geschichte
Albsfelde ist ein Straßendorf am Rande eines Waldstücks. Es wird schon im ersten bekannten Zehntenregister des Bistums Ratzeburg (1229–1235) erwähnt und gehörte damals zum Kirchspiel Behlendorf. Zum Hoheitsgebiet der Stadt Lübeck gehörte der Ort spätestens seit Ende des 15. Jahrhunderts.
Ebenso wie das benachbarte Giesensdorf wechselte aber auch Albsfelde 1937 aufgrund des Groß-Hamburg-Gesetzes in den Kreis Herzogtum Lauenburg. Das Gut Albsfelde (123 ha) blieb aber privatrechtlich weiter in Lübeckischen Besitz: es war bis 1935 im unmittelbaren Besitz der Stadt Lübeck und ist seither durch Gütertausch Eigentum der Stiftung Heiligen-Geist-Hospital in Lübeck.

## Politik
Mit weniger als 70 in der Gemeinde lebenden Einwohnern, hat Albsfelde, anstatt einer Gemeindevertretung, eine Gemeindeversammlung; dieser gehören alle Bürger der Gemeinde an.

## Verkehr
Albsfelde ist mittels der Buslinie 8730 montags bis freitags tagsüber im Zweistundentakt an die Bahnhöfe in Ratzeburg und Ahrensburg (mit Unterwegshalten in Nusse und Sandesneben) angebunden.